# Majn
Majn (rusky Майн) je řeka v Čukotském autonomním okruhu v Rusku. Je 475 km dlouhá. Povodí má rozlohu 32 800 km².

## Průběh toku
Odtéká z Majnského jezera, které se nachází na svahu Penžinského hřbetu. Teče na severovýchod převážně v široké dolině. Na dolním toku se větví na jednotlivá ramena. Ústí zprava do Anadyru.

## Vodní stav
Zdrojem vody jsou sněhové a dešťové srážky. Průměrný průtok činí přibližně 260 m³/s. Zamrzá v polovině října a rozmrzá na konci května.

## Využití
Na dolním toku je při vyšším vodním stavu možná vodní doprava loďmi s malým ponorem.